# Фазан на Юм
Фазан на Юм (Syrmaticus humiae) е вид птица от семейство Phasianidae. Видът е почти застрашен от изчезване.

## Разпространение и местообитание
Разпространен е в Индия, Китай, Мианмар и Тайланд.